# Yanet

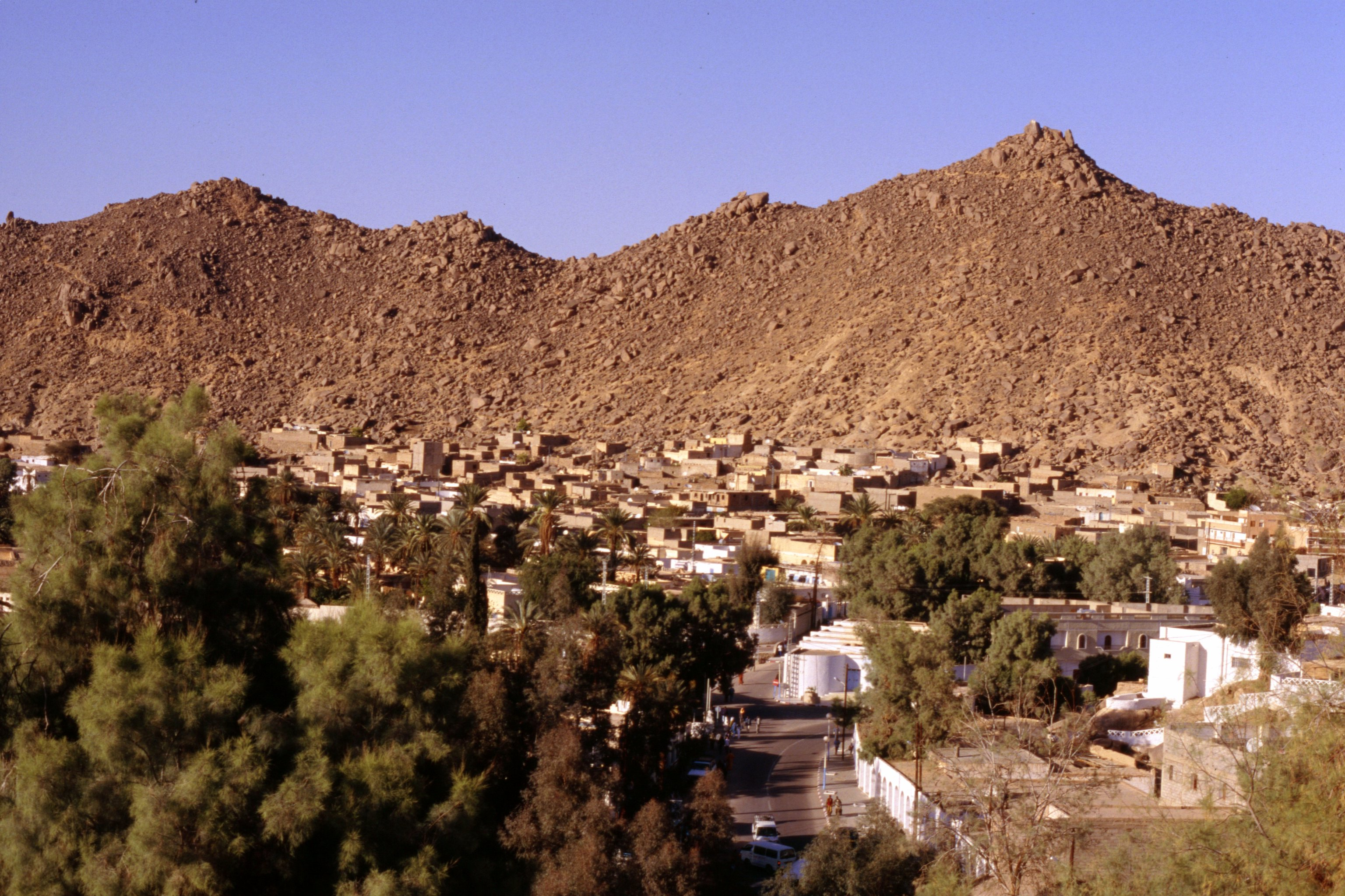
Vista general de Djanet.

Yanet[cita requerida] (en árabe: جانت, tifinag: ⵊⴰⵏⴻⵜ, francés: Djanet) es una ciudad-oasis en el sudeste de Argelia. Es la capital de la provincia de Djanet, a  412 kilómetros de la ciudad de Illizi. Está habitada por el pueblo tuareg de Kel Ajjer. En la época de la Argelia francesa era conocida como Fort Charlet. 
Es la principal ciudad del sureste del Sáhara argelino, situada a 2.300 kilómetros de Argel, no lejos de la frontera con Libia y cerca del oasis libio de Ghat. El aeropuerto Djanet Inedbirene se encuentra a 30 kilómetros del centro de la ciudad.

## Geografía
Djanet se encuentra al este del Erg Admer, al pie de la meseta de Tassili n'Ajjer, a 1.050 metros de altitud. Está atravesado por el uadi Idjeriou (que significa "mar"), que alimenta su palmeral. Es un importante eje de comunicación que enlaza con Ghat, en la vecina Libia.

## Clima
Djanet tiene un clima desértico cálido (en clasificación climática de Köppen-Geiger), con veranos muy calurosos e inviernos suaves. La ciudad es extremadamente seca durante todo el año, con una precipitación media anual de sólo 14,6 milímetros y ningún mes con una media superior a 3 milímetros.

## Historia
La región de Djanet ha sido habitada desde el Neolítico, hace más de 10.000 años, en un momento en que esta zona no era desértica. La flora y la fauna eran exuberantes, tal y como se muestra en las pinturas rupestres de Tassili n'Ajjer que rodean Djanet. Las poblaciones que allí vivían se dedicaban a la caza y a la recolección. 
Djanet fue fundada en la Edad Media por los tuaregs. El Imperio otomano, que tenía una autoridad nominal sobre la región de Fezzan, reforzó su presencia en la zona a principios del siglo XX como reacción a la colonización europea de África. En 1905, los turcos establecieron una guarnición en Ghat y libraron algunas escaramuzas contra los meharistas franceses, llegando hasta Djanet. La guerra italo-turca de 1911 supuso el fin de las ambiciones otomanas en la región, lo que aprovecharon los franceses para ocupar Djanet en noviembre de 1911. El capitán Édouard Charlet tomó el oasis el 27 de noviembre de 1911, al frente de 135 meharistas de la Compagnie Saharienne de Tiddikelt. Pero antes de marcharse, los otomanos entregaron fusiles modernos a las tribus tuaregs, que les ayudaron a resistir a los colonizadores. En abril de 1913 tuvo lugar una batalla a 20 kilómetros al sur de Ghat entre una tropa de 40 meharistas franceses (en realidad guerreros árabes chaamba) y una harka de 250 tuaregs ajjer. Los franceses consiguieron liberarse mediante una carga de bayoneta, pero tuvieron que llegar a pie a su base a 120 kilómetros de distancia, pues sus monturas habían sido masacradas.
El 6 de marzo de 1916, el jeque Amud Ibn Mojtar, expulsado por los franceses en 1911, atacó la ciudad desde Ghat, donde se había refugiado. Contaba con el apoyo de Ingedazen ag Abakada, un notable de los ajjer y Attici, antiguo pretendiente al título de amenokal de la confederación Kel Ahaggar. La defensa, compuesta por unos cincuenta soldados, todos indígenas, salvo dos franceses, resistió 18 días, aunque, al quedarse sin recursos, intentaron escapar y fueron capturados pocos días después. Permanecieron cautivos en Fezán hasta 1918. Una misión francesa de refuerzo de 150 hombres llegó dos días después, pero no estaba suficientemente equipada para retomar la ciudad de manos de los hombres del jeque Amud, que estaban equipados con cañones tomados a los italianos y abandonados por la guarnición francesa. El comandante militar de los Territorios del Sur, Octave Meynier, con el acuerdo del gobernador general Charles Lutaud, formó una imponente columna de mil hombres y, tras varios días de combates, recuperó Djanet el 14 de mayo de 1916. Sin embargo, sólo fue un éxito parcial, ya que las tropas senussíes habían conseguido retirarse a Ghat. Meynier pensó en llevar su ventaja al oasis vecino, pero sus superiores se lo prohibieron, pues no deseaban despertar las inquietudes de los italianos, que eran nominalmente los señores de Ghat. La columna, a 900 kilómetros de sus bases y sin suministros, carecía de la logística adecuada. Ante la falta de interés por los territorios en cuestión y los combates que asolaban Europa en aquel momento, la presencia militar francesa en el Ajjer se consideró superflua. El 3 de julio se organizó una retirada general desde Djanet y en diciembre desde Fort Polignac (actual Illizi). Las fuerzas francesas se retiraron 500 kilómetros al oeste, dejando que la sublevación se extendiera por todo el macizo del Ajjer.
Los franceses no regresaron a la región hasta otoño de 1918. El 28 de octubre, un destacamento llegó a Djanet, que pasó a llamarse Fort Charlet. Las negociaciones con Amud no tuvieron éxito y se decidió no dejar una guarnición allí. El oasis no fue reocupado definitivamente hasta julio de 1920. Ahmud continuó su lucha contra los franceses hasta 1923, cuando fue expulsado del macizo dej Ajjer. Después fue a Fezán y ayudó a los muyahidines libios en su lucha contra el colonialismo italiano.
Durante la guerra de Argelia, en 1957, un convoy militar procedente de Tuggurt y en dirección a Chad fue atacado entre Djanet y Ghat, en territorio libio, por tropas del Ejército de Liberación Nacional dirigidas por el comandante Mulud Idir.

## Urbanismo

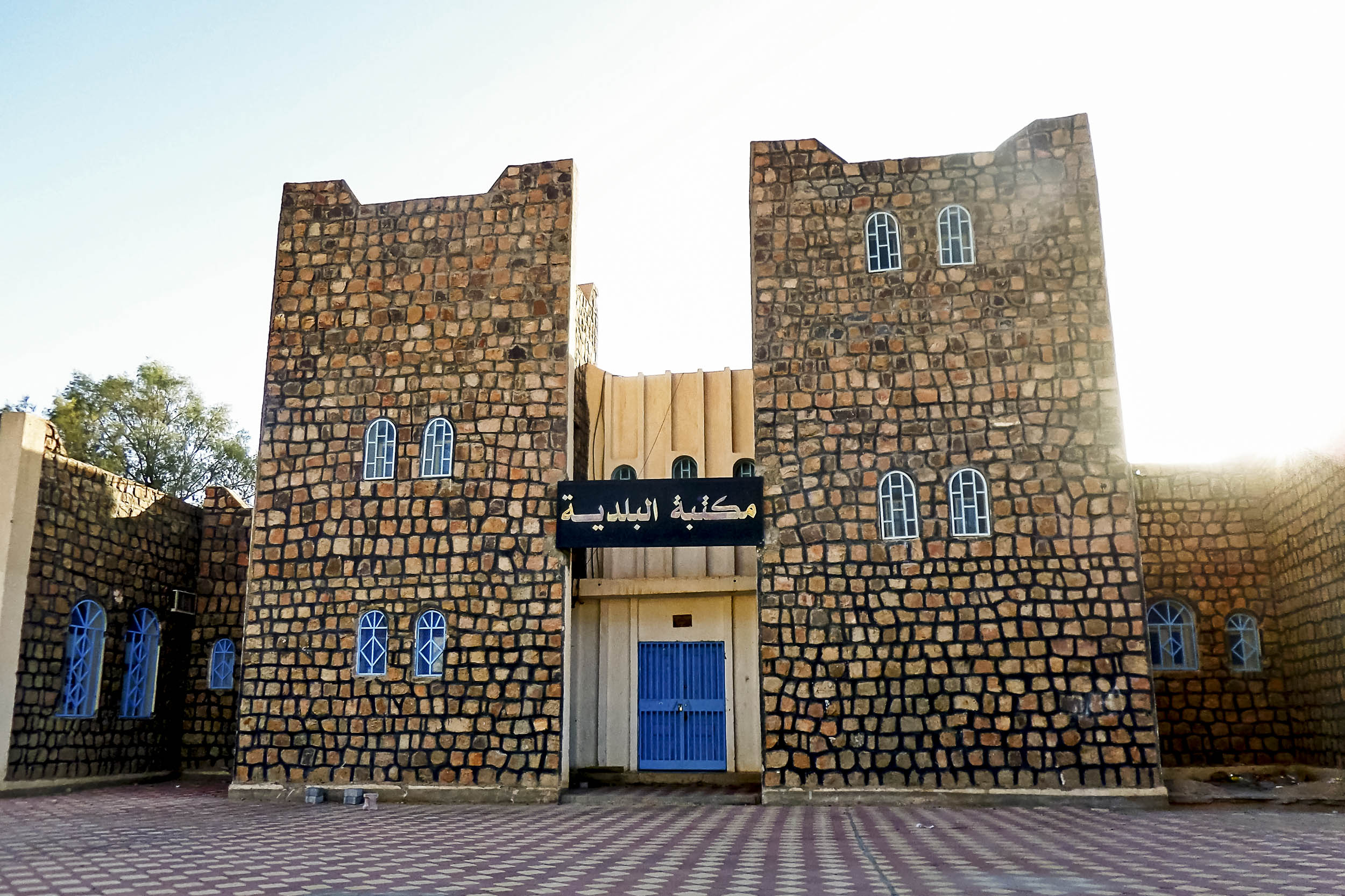
Biblioteca municipal de Djanet.

La ciudad original está compuesta de tres distritos (ksur) formados en el siglo XVI, El Mihan, Adjahil y Zelluaz, situados a ambos lados del Idjeriu.

## Economía
El oasis de Djanet es relativamente rico en agua, por lo que se ha desarrollado una importante cultura hortícola. El gran palmeral de 30.000 palmeras produce dátiles, pero también Djanet produce la mayoría de las hortalizas (patatas, remolacha, tomates, etc.) y frutas (aceitunas, cítricos, etc.) necesarias para la economía local. 
Djanet es un importante cruce de caminos por el que transitan mercancías procedentes de Ghat, en el sur de Libia, y del vecino Níger.
El turismo está organizado por los tuaregs y se ha desarrollado especialmente en los últimos años. lo que ha permitido a la ciudad beneficiarse de la pequeña industria que lo acompaña (pequeña hostelería, artesanía tuareg local...). Djanet se ha convertido en una de las puertas de entrada a tres regiones saharianas diferentes: el Tassili n'Ajjer al oeste, el Tadrart Rojo al sur y, no muy lejos, el Tadrart Acacus libio. Esta región del Sáhara es geográficamente muy diversa (en un área bastante reducida se pueden encontrar prácticamente todos los tipos de desierto), y arqueológicamente muy rica por sus 5.000 grabados rupestres catalogados, redescubiertos en 1934, los más antiguos de los cuales se remontan al floreciente periodo antes de que se instalese allí el desierto, hace unos 12.000 años.
El aeropuerto de Djanet - Tiska cuenta con dos pistas por las que transitan turistas y mercancías con varios vuelos semanales, según la temporada.

## Galería

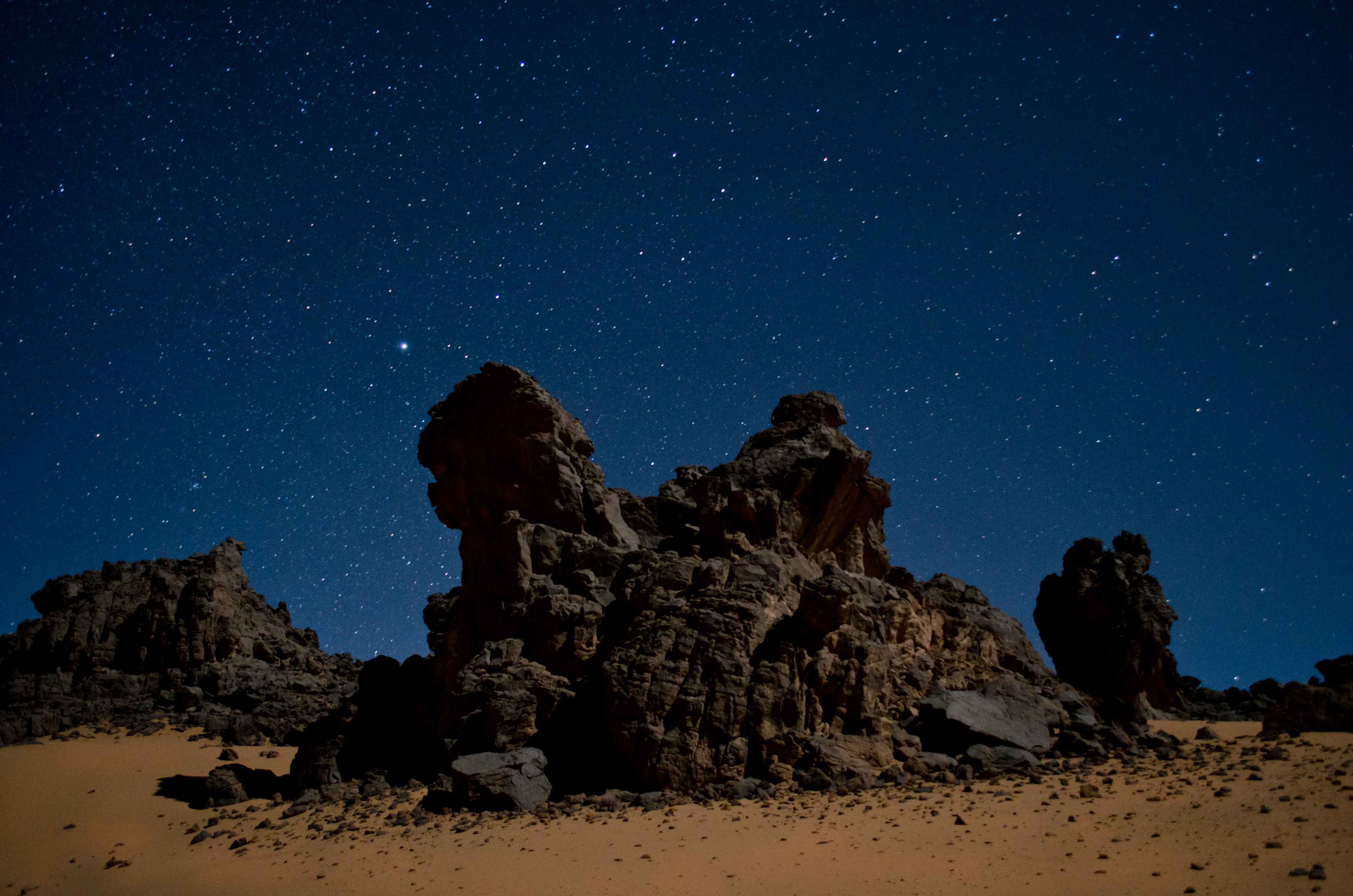
Noche estrellada en el desierto de Djanet.
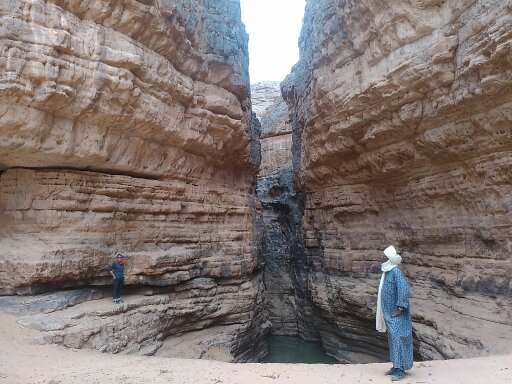
Manantial en el desierto de Djanet.
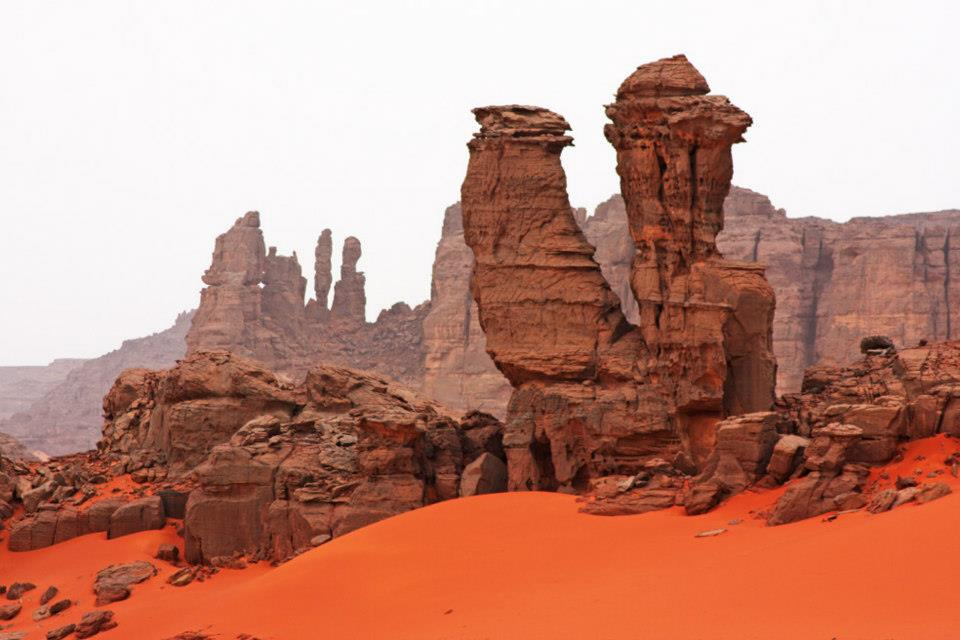
Tadrart Rojo.
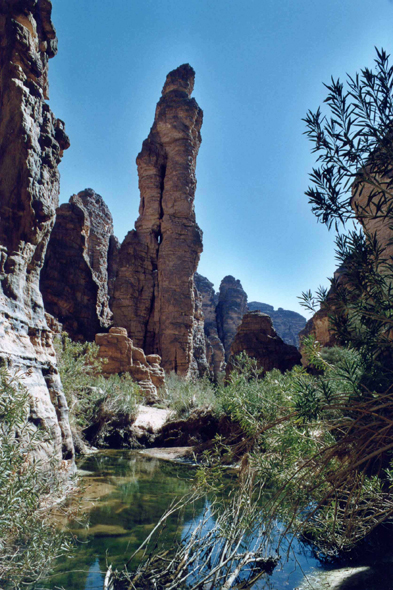
La aguja de Essendilene.
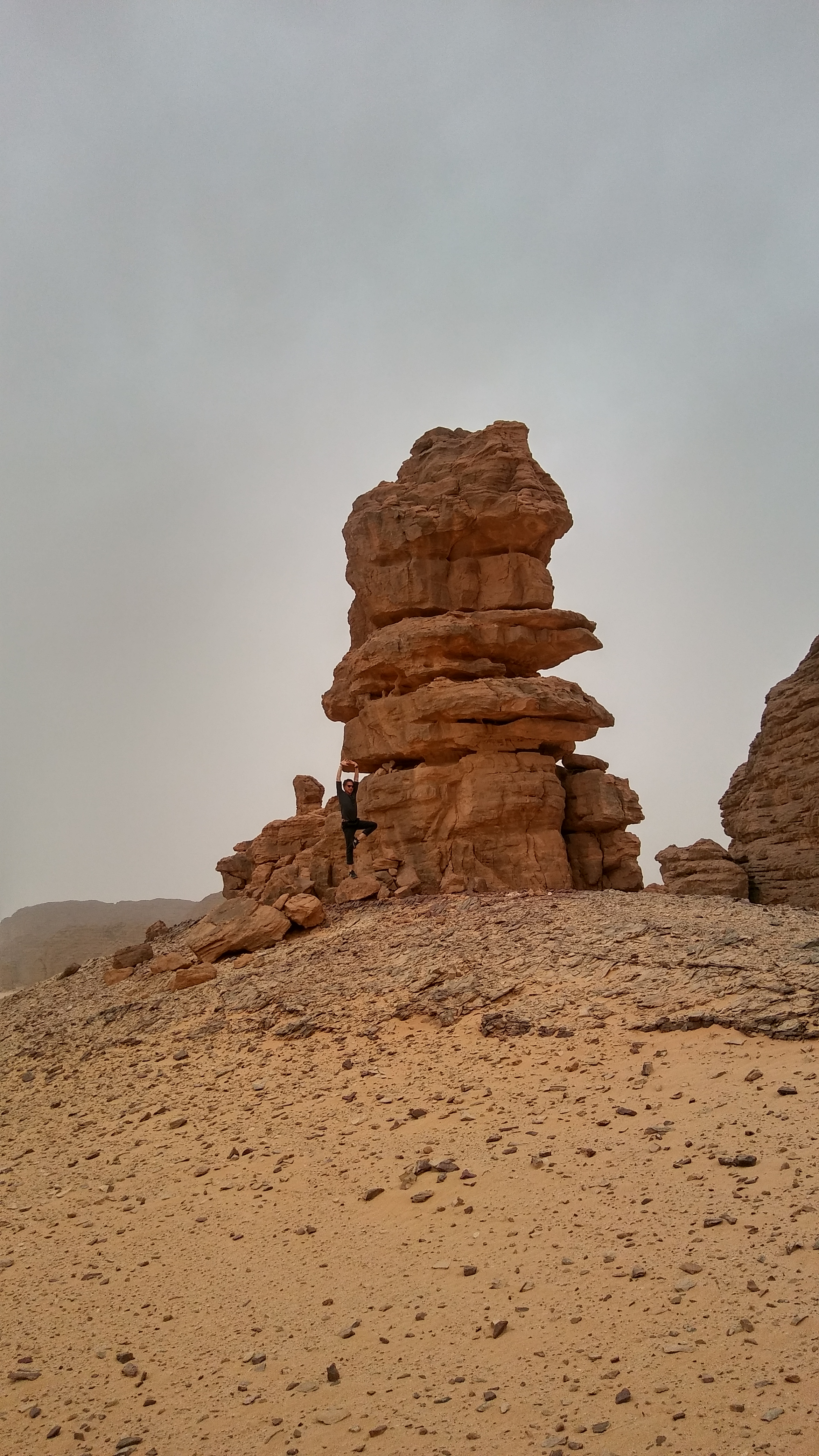
Montañas de El-Ahgar.

## Cultura
El ritual y las ceremonias de la Sebeiba son celebrados por dos comunidades tuareg asentadas en el oasis de Yanet. La Sebeiba fue designada como Patrimonio Cultural Inmaterial de la Humanidad por la Unesco el 26 de noviembre de 2014.
Consiste en un enfrentamiento ritual, en forma de música y danza, entre los habitantes de los barrios de Zelluaz y El Mihan. Los jóvenes, vestidos con sus mejores galas y armados con sus espadas, imitan batallas guerreras mientras bailan en el lecho seco del río Idjeriu bajo los cantos de las mujeres.